# Soufiane Alloudi
Soufiane Alloudi (ur. 1 lipca 1983 w El Gara) – marokański piłkarz grający na pozycji napastnika.

## Kariera klubowa
Alloudi wychował się w klubie z rodzinnego El Gara o nazwie Renaissance El Gara. W sezonie 2001/2002 występował w CSM Bus Casablanca, a latem 2002 trafił do pierwszoligowej Rai Casablanca. W 2003 roku zdobył z Rają Puchar CAF, a w 2004 roku wywalczył swój pierwszy tytuł mistrza Maroka w karierze. W 2005 roku Soufiane zdobył Puchar Maroka. Natomiast w 2006 roku wygrał Arabską Ligę Mistrzów (1:0 w finale z egipskim ENPPI).
We wrześniu 2007 Alloudi przeszedł do drużyny Al Ain FC ze Zjednoczonych Emiratów Arabskich. Kosztował 450 tysięcy dolarów. Z Al Ain był wypożyczany do Raji i Al-Wasl Dubaj.
W 2011 wrócił do Raji i został z nią mistrzem kraju. W latach 2012–2013 grał w FAR Rabat, a w 2013 trafił do Kawkabu Marrakesz. W 2015 roku był wypożyczony do Renaissance Berkane.

## Kariera reprezentacyjna
W reprezentacji Maroka Alloudi zadebiutował w 2006 roku. W 2008 roku został powołany przez Henriego Michela do kadry na Puchar Narodów Afryki 2008. W pierwszym meczu na tym turnieju w ciągu 28 minut ustrzelił hat-trick'a i mecz zakończył się wygraną Maroka 5-1, a przeciwnikiem była Namibia.